# Zhang Guozheng
Zhang Guozheng (en chino: 张国政; Xianyou, 17 de septiembre de 1974) es un deportista chino que compitió en halterofilia.
Participó en dos Juegos Olímpicos de Verano, obteniendo una medalla de oro en Atenas 2004, en la categoría de 69 kg, y el cuarto lugar en Sídney 2000. Ganó tres medallas de oro en el Campeonato Mundial de Halterofilia entre los años 2002 y 2007.

## Palmarés internacional
| Juegos Olímpicos   | Juegos Olímpicos       | Juegos Olímpicos | Juegos Olímpicos |
| Año                | Lugar                  | Medalla          | Categoría        |
| ------------------ | ---------------------- | ---------------- | ---------------- |
| 2004               | Atenas (Grecia)        | Medalla de oro   | 69 kg            |
| Campeonato Mundial |                        |                  |                  |
| Año                | Lugar                  | Medalla          | Categoría        |
| 2002               | Varsovia (Polonia)     | Medalla de oro   | 69 kg            |
| 2003               | Vancouver (Canadá)     | Medalla de oro   | 69 kg            |
| 2007               | Chiang Mai (Tailandia) | Medalla de oro   | 69 kg            |